# Thalassocrinus
Thalassocrinus is een geslacht van zeelelies uit de familie Hyocrinidae.

## Soorten
- Thalassocrinus alvinae Roux, 2002
- Thalassocrinus clausus Mironov & Sorokina, 1998
- Thalassocrinus mironovi Roux, 2002
- Thalassocrinus pontifer A.H. Clark, 1911